# Rowena (reine)
Pour les articles homonymes, voir Rowena.

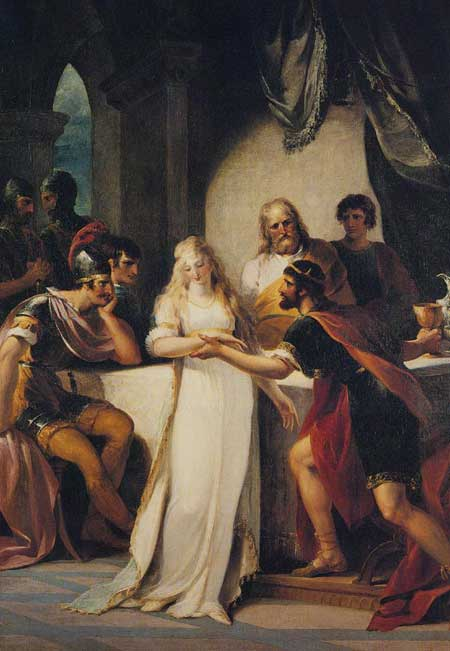
Vortigern et Rowena, par William Hamilton (1793).

Rowena est une reine légendaire censée avoir vécu au Ve siècle. Elle est la fille du chef anglo-saxon Hengist et l'épouse de Vortigern, le roi des Bretons. Son histoire est notamment relatée dans l'Historia regum Britanniae de Geoffroy de Monmouth, qui reprend en partie le récit de l'Historia Brittonum.
Dans les Triades galloises elle est décrite comme « la mère de la nation anglaise ».

## Histoire
Vortigern, le roi des Bretons, fait appel à des mercenaires saxons pour lutter contre ses ennemis. Il récompense leurs chefs Hengist et Horsa en leur donnant des terres. Attirés par cette perspective, davantage de Saxons commencent à arriver en Grande-Bretagne. Parmi eux se trouve Rowena, la fille de Hengist. Séduit par son charme, Vortigern est prêt à tout pour obtenir sa main, même à céder le Kent à son père. Ulcérés par le comportement de leur roi, les Bretons se révoltent contre lui et prennent pour chef Vortimer, son fils d'un précédent mariage. Vortimer s'empare du trône et chasse les Saxons, mais Rowena lui sert un breuvage empoisonné qui le tue. Vortigern reprend alors le pouvoir et ses largesses vis-à-vis des Saxons.
Le sort de Rowena n'est pas décrit par Geoffroy de Monmouth. D'après l'Historia Brittonum, Vortigern et ses femmes (qui ne sont pas nommées) meurent brûlés vifs dans la forteresse de Craig Gwrtheyrn.

## Adaptations
L'histoire de Rowena est l'objet de la pièce de théâtre Vortigern and Rowena, un faux Shakespeare écrit par William Henry Ireland et paru en 1796.